# Jean-Georges de Herberstein
Johann Georg von Herberstein (né le 19 août 1591 à Salzbourg, mort le 12 juin 1663 à Ratisbonne) est le cinquante-sixième évêque de Ratisbonne et prince-évêque de la principauté épiscopale de Ratisbonne de 1662 à sa mort.

## Biographie
Jean-Georges vient de la maison de Herberstein (de). Son père est le chambellan du prince-archevêque de Salzbourg Wolf Dietrich de Raitenau qui baptiste le nouveau-né. Destiné à une carrière ecclésiastique, il étudie au Collegium Germanicum. Ainsi, grâce aux relations des familles de son père et de sa mère, Jean-Georges de Herberstein parvient à se faire élire évêque le 18 février 1662 après la mort de son prédécesseur Franz Wilhelm von Wartenberg le 1er décembre 1661. Il meurt peu après la confirmation papale comme évêque et n'a pas reçu de consécration épiscopale.